# Маниту (езеро)
Маниту (на английски: Manitou) е езеро в провинция Онтарио, Канада с площ 104 km2, явяващо се най-голямото езеро разположено на езерен остров.
Маниту се намира на остров Манитулин, който е разположен в северната част на едно от Големите езера — Хюрън. Езерото е с ледников произход и водите му се отвеждат към Хюрън от река Маниту. В него се намират няколко малки островчета, които от своя страна също представляват едно интересно географско явление — остров, разположен в езеро, намиращо се на територията на езерен остров.